# Le Manuel des inquisiteurs
 (novembre 2023).
Ne doit pas être confondu avec le Manuel de l'inquisiteur, de Bernard Gui (1261-1331).
Le Manuel des inquisiteurs (« Directorium Inquisitorum »), rédigé en latin par l'inquisiteur Nicolas Eymerich en 1376 et enrichi par le juriste Francisco Peña en 1578, est le document de référence sur le fondement juridique, la doctrine et la méthode pour la conduite d'un procès d'Inquisition. Il apporte un éclairage unique et complet sur ce domaine situé au carrefour du droit canon et de la procédure pénale, et sur son évolution entre le XIVe et le XVIe siècle.

## Introduction
Genèse du document
Le Manuel des inquisiteurs a été rédigé en deux périodes. Une première partie a été rédigée en 1376 à Avignon par Nicolas Eymerich, docteur en théologie et inquisiteur général d'Aragon. Cette couche rédactionnelle apporte donc un témoignage sur le fonctionnement de l'Inquisition médiévale, particulièrement sa pratique en Espagne, après son apogée : l'Inquisition existe depuis plus d'un siècle et son fonctionnement est à présent rôdé, mais la période des grandes hérésies est achevée. Ce manuel (directorium, littéralement « itinéraire tracé », guide pour cheminer dans un pays inconnu) devient rapidement une référence doctrinale, ce dont témoignent de nombreuses copies manuscrites, et le fait qu'il fut un des premiers livres imprimés en Espagne, en 1503).
En 1578, le Saint-Siège romain demande au juriste Francisco Peña (1540-1612) d’établir une édition enrichie de l’ouvrage d’Eymerich. Cette version (In Directorium Inquisitorum a Nicolao Eimerico conscriptum commentaria), sera rééditée quatre fois jusqu'en 1607, et aura une diffusion considérable à travers l’Europe.
Composition
Le manuel initial de Eymerich est composé de trois parties, qui donnent tout ce qui est nécessaire pour mener la procédure lors des procès de l’Inquisition : la première partie rassemble les textes de références (prima pars est de fide catholica). Elle compile les textes canoniques, pontificaux, des Pères de l’Église ainsi que les textes des conciles définissant la foi de l’Église catholique. La seconde partie (secunda pars directorii est de haeretica pravitate, in qua hæc per ordinem continentur) décrit et définit les différentes hérésies, à travers les textes du magistère  Tertia pars directorii est de practica officii inquisitor, in qua hæc per ordinem continentur. La troisième partie du guide traite de la procédure pratique de l'inquisition, et tout y est précisé séquentiellement et méthodiquement, dans ses moindres détails (elle comprend notamment trois pages sur les règles d'emploi de la torture, à partir de la section 151). Enfin, dans une quatrième partie, Eymerich examine Quaestiones centum triginta super practica officii Inquisitionis eidem officio congruentes: cent trente et une questions qui peuvent se poser dans la pratique de l'inquisition, en y apportant des éclaircissements circonstanciés.
Dans la réédition faite par Peña en 1578, le texte de Eymerich constitue un premier volume (jusqu'à la page 400, feuillet 427). L'ajout de Peña se présente comme un volume supplémentaire en trois parties (in tres partes Directorii Inquisitorum Nicolai Eymerici Scholiorum, seu Adnotationum), avec une pagination propre. Penã ajoute des "scholies", c’est-à-dire des remarques et commentaires critiques sur le texte original de Eymerich, émises passage après passage, dans l'ordre du texte original. La première partie comporte 24 scholies, la deuxième partie en comporte 64, et la  troisième partie sur la procédure, cent soixante quatre. Le volume se termine par un index, puis par un recueil des lettres apostoliques émises depuis l'édition de Eymerich, qui ont leur propre index.
Le manuel a beaucoup plus que doublé entre les deux versions.
Nature et portée de l'œuvre
Le premier travail entrepris tant par Eymerich que par Peña est un travail de compilation : recenser et retranscrire tous les textes de référence nécessaires pour le travail de l'inquisiteur. À cette époque, la notion de « code juridique » n'existe pas. Au mieux, les textes sont recensés dans des décrétales, par sujet, mais les références nécessaires figurent parfois dans des bulles extravagantes (du latin, vagant : qui « errent », extra : en dehors des recueils systématiques). Ce recensement ne concerne que les textes « universels », approuvés pour l'ensemble de la chrétienté. Les instructions particulières à telle ou telle inquisition (en particulier l'inquisition espagnole sont parfois citées au fil du texte, mais à titre d'exemple, non de référence.
Le travail propre de Eymerich a été d'exposer systématique le déroulement de la procédure, dans l'ordre chronologique, en examinant à chaque étape les références applicables, et les questions pratiques qui peuvent se poser. Ce travail original distingue le manuel de Eymerich de nombreuses autres œuvres d'autres inquisiteurs (par exemple le Manuel de l'inquisiteur de Bernard Gui). L'exposé systématique de Eymerich devient de ce fait le cadre de référence qui permet de s'orienter dans la procédure inquisitoire, de la comprendre, et de l'enseigner. À cause de cet apport, le Manuel de l'inquisiteur devient la référence incontournable, figurant parmi les « standards » des bibliothèques universitaires, enchaînés pour que chacun puisse les consulter sans crainte qu'ils soient volés. Par cette œuvre, Eymerich devient le jurisconsulte en matière de droit inquisitorial.
En comparaison, le travail de Peña est de nature beaucoup plus universitaire, s'apparentant à l'exercice moderne d'une « édition critique » : partant de la procédure (et des questions diverses) de Eymerich, il en discute la portée, cite les auteurs ayant écrit sur la question (les citations font parfois jusqu'à la moitié des scholies), et le cas échéant, émet un avis sur la validité de la position défendue par Eymerich. Ces commentaires donnent un éclairage précieux sur la perception que le XVIe siècle pouvait avoir de la procédure inquisitoriale.

## Le ton général
Le manuel est destiné aux inquisiteurs, et à ce titre il contient un mélange de rigueur canonique, de véhémence, de pragmatisme, voire de cynisme. Le style tranche souvent avec celui qu’on attend d’un code. 
- Le pragmatisme : les ruses dont peuvent user l’inquisiteur sont décrites précisément. « Les dix astuces de l’inquisiteur pour déjouer celles des hérétiques ».
- La véhémence : « Eh bien ! on fera traîner les choses avec eux ! Pas question, bien entendu, d’accéder à leurs vœux insensés : on les gardera dans une prison horrible et obscure, car les calamités de la prison et les vexations constantes éveillent fréquemment l’intelligence ».
- le pragmatisme se confond souvent avec un certain cynisme. Par exemple, les auteurs autorisent de jouer avec le sens de la grâce, en faisant confondre « grâce » juridique et « grâce » divine, afin de tromper le suspect d’hérésie. Un autre exemple : quand on se demande s’il faut châtier les fous, Peña rappelle que « la finalité première du procès et de la condamnation à mort n’est pas de sauver l’âme de l’accusé, mais de procurer le bien public et de terroriser le peuple. Or le bien public doit être placé bien plus haut que toute considération charitable pour le bien d’un individu.»

## Les hérésies

### Définition
L’hérésie y est définie comme la « compréhension ou interprétation de l’Évangile, non conforme à la compréhension et à l’interprétation traditionnellement défendues par l’Église catholique » (Peña). Plus précisément, tout ce qui contrevient aux Écritures ainsi que « ce qui en découle nécessairement », à la parole de Jésus, aux textes pontificaux, à la parole des Saint Pères de l’Église ou même à la tradition de l’Église. Par ailleurs, si les auteurs distinguent erreur et hérésie, dans le domaine de la foi ces deux noms sont déclarés synonymes.

### Les hérétiques
Les hérétiques sont les excommuniés, les simoniaques, c’est-à-dire ceux qui commercialisent les sacrements, ceux qui s’opposent à l’Église de Rome, ceux qui interprètent différemment les textes, ceux qui doutent de la foi. L’édition de Peña durcit encore la définition : « Seront légitimement hérétiques ceux qui rendent visite aux hérétiques, ou qui les maintiennent, ou assistent, ou accompagnent. Les suspicions sont, dans ces cas, suffisamment fortes pour justifier à elles seules des procès en hérésie.»

### Les hérésies
Une liste impressionnante d’hérésies est rédigée. Parmi elles, on peut citer : 
les cathares, les macédoniens qui pensent que seuls le Père et le Fils sont Dieu, mais pas le Saint-Esprit, les pépuzites qui consacraient du lait - et non du vin- au cours de la messe, les aquarites qui consacrent eux de l’eau, les audiens qui pensent que les évêques riches sont condamnés, les carpocratiens qui vénéraient Jésus, saint Paul, Homère et Pythagore.

### Hérésie et blasphème
Une distinction est faite entre hérésie et blasphème, ce dernier n’étant pas forcément assimilé à la première, notamment sous le coup de la colère. Mais quand le blasphème attaque directement les articles de la foi, c'est un fait hérétique. Par exemple, sont considérés hérétiques ceux qui « déshonorent la Sainte vierge Marie, la traitant de putain, ce qui est une atteinte directe au dogme de la maternité virginale de Marie. »

### Les devins et les démonolâtres
De même, tout devin n’est pas forcément hérétique, tant qu’il n’utilise ni les sacrements, ni des appels au démon. En revanche, quiconque voue un culte de latrie ou même de dulie à Satan est hérétique. Le traitement est le même pour ceux qui fabriquent des philtres d’amour : l’usage ou non de choses sacrées ou maléfiques dicte le caractère hérétique de la fabrication.

### Judaïsme et hérésie
À priori, être juif n’est pas être hérétique. Mais dans deux cas, le juif sera conduit au bûcher : 
- s’il s’est converti au catholicisme, et redevient judaïsant, ou est suspecté de ne pas se conformer aux préceptes de sa nouvelle religion. La condamnation de la rejudaïsation est particulièrement dure avec Peña : « Le juif rejudaïsant avait-il reçu le baptême sous menace de mort, ou étant enfant ? Le délit de rejudaïsation demeure entier. »
- s’il est hérétique vis-à-vis de sa propre religion. « Les juifs qui s’opposent à des vérités de ce type seront considérés comme hérétiques, et traités comme tels eu égard à leur propre théologie. »

## La pratique inquisitoriale

### Avant le procès
L’inquisiteur envoyé par Rome demande l’appui du Prince local, avec des menaces explicites d’excommunication en cas de refus, puis contacte l’archevêché et le clergé du lieu suspecté de présence hérétique. Lors d’une messe, il presse chacun d’avouer ses crimes hérétiques le cas échéant, et encourage la dénonciation de supposés hérétiques. 
Si un hérétique se fend d’aveux avant l'expiration du délai de grâce, il bénéficiera d’une certaine clémence, et en tous cas ne sera ni emprisonné à vie, ni brûlé. La pénitence ou peine ira de l’amende à la prison pendant un certain temps, en passant par l’humiliation publique. 
L’inquisiteur doit prendre garde à ne jamais accepter le repentir sous forme de confession, car dans le cas où un procès doit avoir lieu, l’inquisiteur ne pourra pas révéler ce qu’il a entendu sous peine de violer le secret de la confession.

### Le procès
Le suspect ou l’accusé ne doit jamais vraiment savoir de quoi il est accusé : « On n’y est pas tenu de montrer d’acte d’accusation à l’accusé ni d’y introduire de débat ». Il est explicitement conseillé d’éviter la présence d’un défenseur. L’humanisme et la largesse règnent quant aux possibles témoins : « parjures, infâmes, criminels » peuvent témoigner. 
Le manuel décrit la façon d’entendre le délateur, les témoins, puis l’accusé d’hérésie. C’est un mélange de ruses psychologiques, de conseils pragmatiques et de règles juridiques. « Ajoutez la ruse à la ruse, faites preuve de sagacité ». 
Peña, encore une fois, est très souple quant à l’accusation : « deux témoignages divergents quant aux faits sont suffisamment convaincants pour prouver l’existence d’une rumeur : on peut « procéder ». » 

### La question, ou torture
« Il n’y a pas de règles précises pour déterminer dans quels cas on peut procéder à la torture. » Dans les faits et la jurisprudence,
« le diffamé ayant contre lui ne serait-ce qu’un seul témoin, sera torturé ». On torture donc systématiquement un suspect d’hérésie qui refuse d’avouer, c'est-à-dire quand « l’accusé, qui, dénoncé, n’avoue pas en cours d’interrogatoire ». 
Le manuel est explicitement en faveur de la torture : « je loue l’habitude de torturer les accusés, notamment de nos jours où les mécréants se montrent plus éhontés que jamais. » 
Tant que l’accusé n’avoue pas, la dureté de la torture s’accroît. 
« Lorsque l’accusé, soumis à toutes les tortures prévues, n’a toujours pas avoué, il n’est pas molesté davantage et il part libre ». Mais l’interprétation du texte de 1505 est beaucoup moins laxiste, et permet à l’inquisiteur de reconduire « toute la série des tortures » dans de nombreux cas, notamment quand il y a eu aveu puis rétractation.

### L’algorithme accusatoire
La conclusion du procès est complexe, et dépend de l’algorithme suivant :
- Les relaps, c’est-à-dire ceux qui ont été condamnés pour hérésie et qui rechutent dans l’hérésie, sont « livrés au bras séculier », c’est-à-dire brûlés. En particulier, les rejudaïsants sont considérés comme tels, et ceux qui, après avoir été fortement suspectés d’hérésie et abjuré, sont jugés de nouveau pour hérésie.
- Ceux qui sont déclarés hérétiques, mais qui n’abjurent pas, c’est-à-dire qui refusent de revenir dans le sein de l’Église catholique, sont brûlés également.
- Ceux qui sont violemment suspectés d’hérésie ou sont déclarés hérétiques, et qui abjurent sont emprisonnés à vie, avec l’emmurement à vie pour les cas graves.
- Ceux qui sont faiblement ou fortement suspectés d’hérésie, mais qui abjurent, sont condamnés à des amendes et ou des humiliations publiques, parfois à vie.